# Marginalindkomst
Marginalindkomsten er den forøgelse af indkomsten man får som følge af en lille ændring i sine forhold, f.eks. overarbejde, lønforhøjelse, skattelettelser mm. Ordet vil således altid være at finde i en kontekst der beskriver under hvilke betingelser man har den angivne marginalindkomst.

## Forskellige former for marginalindkomst
Man skelner mellem flere former for marginalindkomst:
- Bruttomarginalindkomsten – marginalindkomsten før skat mm.
- Nettomarginalindkomsten – marginalindkomsten efter skat mm. (dvs. bruttomarginalindkomsten minus marginalskatten).
- Endelig er der den marginale realindkomst, som tager hensyn til ændring i andre ydelser, f.eks. sociale ydelser, inflation mm. Definitionen af realindkomsten varierer med konteksten.

## Modsatrettede substitutions- og indkomsteffekter afgør adfærdsændringer
Marginalindkomstbegrebet spiller en rolle i diskussionen om adfærdsændringer som følge af eksempelvis skatteændringer eller lønforhøjelser. Ifølge økonomisk teori vil en stigning i den disponible marginale realløn udløse to modsatrettede effekter: Substitutionseffekten er følgen af, at man nu kan få relativt mere ud af at arbejde lidt mere; det er så at sige blevet dyrere at holde fri, og substitutionseffekten fører derfor isoleret set til, at man vil arbejde mere. Indkomsteffekten er følgen af, at man med en højere timeløn vil få en større indkomst for ethvert givet timetal; man er altså blevet rigere, og noget af denne forøgede rigdom kan man eventuelt bruge på at arbejde mindre (man "køber" i så fald mere fritid for den større velstand). Substitutions- og indkomsteffekterne har altså modsatrettede virkninger på arbejdsudbuddet. 
Økonomisk teori har derfor ikke nogen entydig konklusion med hensyn til, om en stigning i marginalindkomsten fører til, at den typiske person vil arbejde mere eller mindre (eller spare mere eller mindre op, hvis der er tale om en ændring i den marginale kapitalindkomst, hvor der også vil være modsatrettede substitutions- og indkomsteffekter). Empirisk tyder undersøgelser i Danmark og andre lande imidlertid på, at substitutionseffekten normalt er stærkere end indkomsteffekten, sådan at nettoeffekten er, at en gennemsnitlig person vil vælge at arbejde lidt mere ved en forøgelse af den disponible marginalindkomst. I Danmark går Finansministeriet således ud fra en gennemsnitlig arbejdsudbudselasticitet på 0,1, når man skønner over konsekvenser af skatteændringer o.l. En elasticitet på 0,1 vil sige, at man i gennemsnit forøger sit arbejdsudbud målt i timer med én % hvis den disponible realindkomst stiger med ti %. Tallet bygger på et dansk empirisk studie fra 2001.
Mens det er ændringer i den marginale disponible realindkomst, der ifølge denne økonomiske tankegang er afgørende for folks ønsker om at arbejde lidt mere eller mindre, givet at de i forvejen er i beskæftigelse, er det en ændring i den gennemsnitlige disponible indkomst, der er afgørende for den økonomiske tilskyndelse til overhovedet at ønske at få beskæftigelse.